# ブレンダン・キングマン
ブレンダン・キングマン（Brendan Kingman　1973年5月22日 - ）はオーストラリア連邦ニューサウスウェールズ州シドニー出身の元プロ野球選手(三塁手)。右投右打。

## 経歴
2004年は、アテネオリンピックにおける野球競技のオーストラリア代表に選出された。この大会における準決勝の日本戦では、松坂大輔から決勝打を記録している。
2006年3月には、この年は開催されることとなったワールドベースボールクラシック(WBC)のオーストラリア代表に選出された。
2007年11月には、「日豪親善 野球日本代表最終強化試合」のオーストラリア代表に選出された。

## 詳細情報

### 代表歴
- 2004年アテネオリンピックの野球競技・オーストラリア代表
- 2006 ワールド・ベースボール・クラシック・オーストラリア代表